# Tiroteo en Río Bravo
El Tiroteo en Río Bravo es una película de acción ambientada en el oeste estadounidense, estrenada en 2023.

## Argumento
La historia, ambientada en 1873 en el este de Texas, gira en torno a antiguos soldados confederados actuando como forajidos para ganarse el sustento. Tiroteo en Río Bravo presenta al legendario pistolero Ivan Turchin.
Un alguacil y un sheriff son ayudados por un misterioso pistolero ruso en un enfrentamiento contra unos forajidos. A esta banda se les conoce como los Hellhounds, y vienen de invadir una pequeña ciudad.

## Reparto principal
- Alexander Nevsky como Ivan Turchin.
- Olivier Gruner como Marshall (mariscal) Austin Carter.
- Joe Cornet como el sheriff Vernon Kelly.
- Matthias Hues como Ethan Crawley.
- Natalie Denise Sperl como Nora Miller.
- Kerry Goodwin como Jenny Gray.
- John Marrs como Grady.

## Estreno
En noviembre de 2022, Shout! Studios adquirió la película de Premiere Entertainment. La película se anunció para un estreno limitado el 13 de enero de 2023, con un lanzamiento digital poco después, el 17 de enero.